# 中村典正
中村 典正（なかむら てんしょう、1935年12月12日 - 2019年8月16日）は、おもに歌謡曲、演歌を手がける日本の作曲家。本名:中村貞夫（なかむら さだお）｡

## 経歴
山口県の後の新南陽市〜周南市にて誕生。地元開催の「コロムビア歌謡コンクール」徳山大会で入賞し、歌手を志して「かばん１つで上京」した。1958年には「コロムビア歌謡コンクール」全国大会で入賞して若山彰の付き人となる。原六朗に師事した後、歌手ではなく作曲の道に進んだ。
1963年、北島三郎の『三郎太鼓』のB面曲『田舎へ帰れよ』で、本名の中村貞夫として作曲家デビューした。1969年には、中村千里名義で同じく北島三郎の『仁義』をヒットさせた。
その後中村典正と改名して日本クラウンの歌手の作曲を手がけ、鳥羽一郎の『男の港』などのヒットを生んだ。
1982年より、別名義の山口ひろしとして他社の歌手にも楽曲提供を開始。1992年、藤あや子の『こころ酒』が第25回日本有線大賞で大賞を受賞。1997年には石原詢子の『手鏡』が第30回有線大賞有線音楽賞を受賞した。
妻である松前ひろ子の楽曲を多数手がけているほか、後に娘婿となる三山ひろしを育てたことでも知られる。作曲家生活50周年を迎えた2013年には、代表的作品を集めた、松前ひろ子『中村典正・山口ひろし作品を唄う 中村典正作曲家生活50周年記念アルバム』、三山ひろし『三山ひろし縁歌集三山ひろし 恩師・中村典正を唄う』が発表された。
2019年8月16日、肺炎のため死去。83歳没。